# Cratere Snellius
Snellius è un cratere lunare di 85,98 km situato nella parte sud-orientale della faccia visibile della Luna.